# Wappenbanner

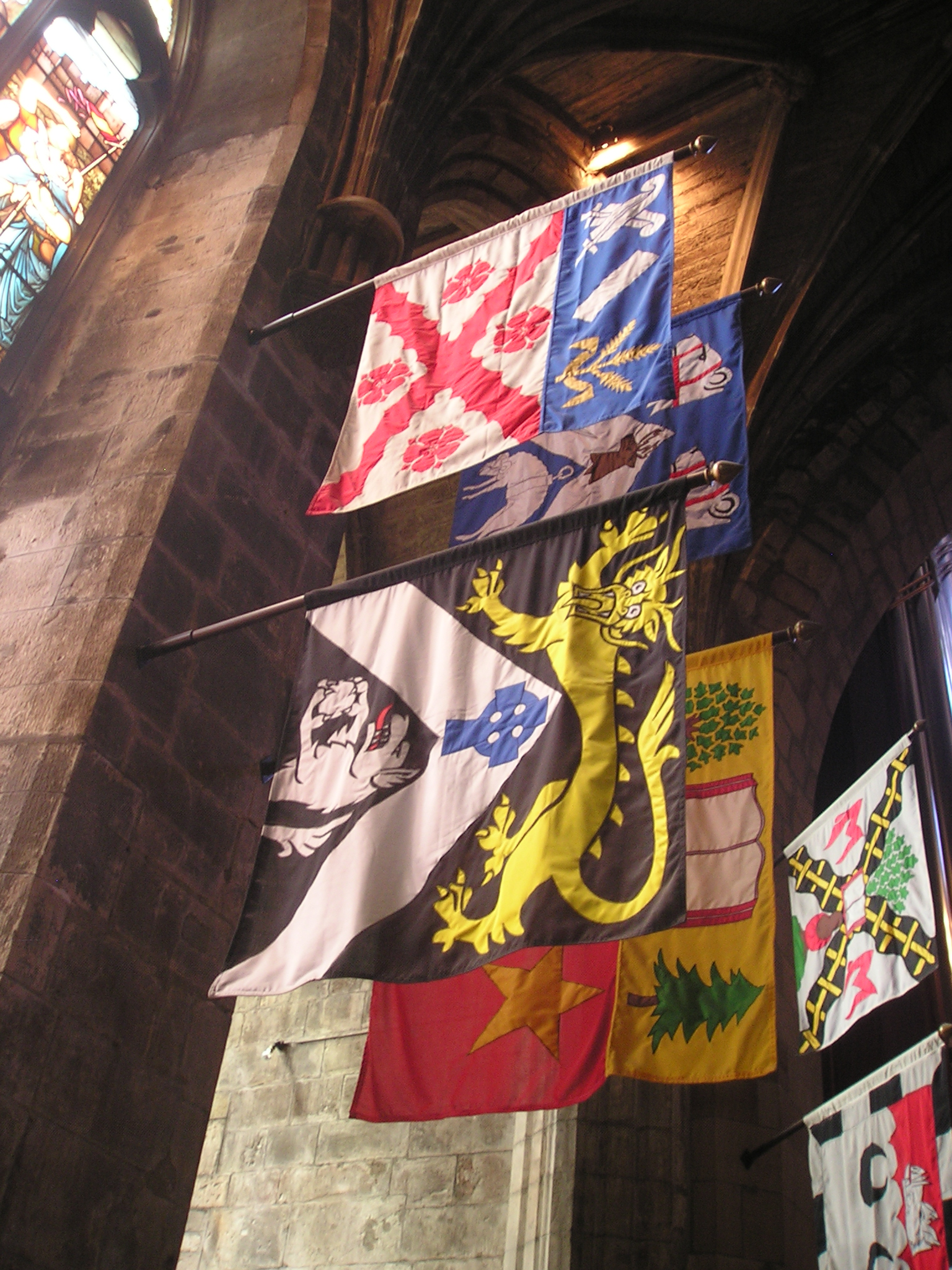
Wappenbanner in der St Giles Cathedral, Edinburgh

In der Flaggenkunde wird als Wappenbanner (englisch Banner of the arms, Heraldic banner; Abkürzung BoA) ein meist quadratisches Tuch (später auch rechteckig) mit einem Wappenbild bezeichnet, also die rechteckige Darstellung eines Wappens auf einem Tuch.

## Entwicklung
Wappenbanner sind eine der ursprünglichsten Formen von Flaggen. Erstmals wurden sie durch Adlige im Mittelalter verwendet. Daraus entstanden zum Beispiel die ersten Nationalflaggen Portugals und Spaniens. Heute finden sich Wappenbanner als Göschs bei verschiedenen Seestreitkräften, den Fahnen der Schweizer Kantone, Gemeindeflaggen und Amtsflaggen von Staats- und Regierungschefs. Nur fünf Nationalflaggen kann man heute noch als Wappenbanner bezeichnen: Jene der Schweiz, von Kiribati, Malta, des Kosovo und von Namibia. Ein Beispiel aus Deutschland ist die Flagge von Hamburg.

## Beispiele nationaler Flaggen
| Staat                                                  | Flagge                                | Wappen aus dem die Flagge entwickelt wurde, oder umgekehrt |
| ------------------------------------------------------ | ------------------------------------- | ---------------------------------------------------------- |
| Bosnien und Herzegowina                                |                                       |                                                            |
| Flagge von Bosnien und Herzegowina                     | Wappen von Bosnien und Herzegowina    |                                                            |
| Burkina Faso                                           |                                       |                                                            |
| Flagge Burkina Fasos                                   | Wappen Burkina Fasos                  |                                                            |
| Gabun                                                  |                                       |                                                            |
| Standarte des Präsidenten (1960–1990)                  | Wappen Gabuns                         |                                                            |
| Griechenland                                           |                                       |                                                            |
| Flagge Griechenlands (historisch)                      | Wappen Griechenlands                  |                                                            |
| Island                                                 |                                       |                                                            |
| Flagge Islands                                         | Wappen Islands                        |                                                            |
| Irland                                                 |                                       |                                                            |
| Standarte des Präsidenten von Irland                   | Wappen Irlands                        |                                                            |
| Israel                                                 |                                       |                                                            |
| Standarte des Präsidenten von Israel                   | Wappen Israels                        |                                                            |
| Kiribati                                               |                                       |                                                            |
| Flagge Kiribatis                                       | Wappen Kiribatis                      |                                                            |
| Kosovo                                                 |                                       |                                                            |
| Flagge des Kosovo                                      | Wappen des Kosovo                     |                                                            |
| Litauen                                                |                                       |                                                            |
| Staatsflagge Litauens                                  | Wappen Litauens                       |                                                            |
| Luxemburg                                              |                                       |                                                            |
| Zivilflagge Luxemburgs                                 | Kleines Wappen Luxemburgs             |                                                            |
| Malta                                                  |                                       |                                                            |
| Flagge Maltas                                          | Wappen Maltas                         |                                                            |
| Monaco                                                 |                                       |                                                            |
| Flagge Monacos (inoffiziell)                           | Wappen Monacos                        |                                                            |
| Namibia                                                |                                       |                                                            |
| Flagge Namibias                                        | Wappen Namibias                       |                                                            |
| Polen                                                  |                                       |                                                            |
| Standarte des polnischen Präsidenten                   | Wappen Polens                         |                                                            |
| Portugal                                               |                                       |                                                            |
| Flagge Portugals (heraldisch und historisch)           |                                       |                                                            |
|                                                        |                                       |                                                            |
| Persönliche Standarte von König Pedro IV. (historisch) | Wappen Portugals                      |                                                            |
| Schweiz                                                |                                       |                                                            |
| Flagge der Schweiz                                     | Wappen der Schweiz                    |                                                            |
| Slowakei                                               |                                       |                                                            |
| Standarte des Präsidenten der Slowakei                 | Wappen der Slowakei                   |                                                            |
| Somalia                                                |                                       |                                                            |
| Flagge Somalias                                        | Wappen Somalias                       |                                                            |
| Tonga                                                  |                                       |                                                            |
| Königliche Standarte von Tonga                         | Wappen Tongas                         |                                                            |
| United Kingdom                                         |                                       |                                                            |
| Royal Standard des Vereinigten Königreichs             | Wappen des Vereinigten Königreichs    |                                                            |
| Royal Standard of the United Kingdom in Scotland.svg   |                                       |                                                            |
| Schottische Version des Royal Standard                 | Schottische Version des Königswappens |                                                            |